# Haruhiko Sato
Haruhiko Sato (佐藤 陽彦 Sato Haruhiko?, nacido el 27 de junio de 1978 en Tokio) es un exfutbolista japonés. Jugaba de defensa y su último club fue el ALO's Hokuriku de Japón.

## Trayectoria

### Clubes
| Club               | País  | Año         |
| ------------------ | ----- | ----------- |
| Kyoto Purple Sanga | Japón | 1997 - 1998 |
| Sagan Tosu         | Japón | 1999 - 2004 |
| ALO's Hokuriku     | Japón | 2005 - 2006 |